# Life Is a Rollercoaster
Life Is a Rollercoaster (englisch für „Das Leben ist eine Achterbahn“) ist ein Lied des irischen Sängers Ronan Keating aus dem Jahr 2000.

## Entstehung und Veröffentlichung
Das Lied wurde gemeinsam von Gregg Alexander und Rick Nowels geschrieben, komponiert und produziert.
Die Erstveröffentlichung von Life Is a Rollercoaster erfolgte als Promo-Tonträger am 30. Juni 2000. Zwei Wochen später erschien es erstmals als offizielle Single am 10. Juli 2000. am 21. August 2000 erschien das Lied als Teil von Keatings Debütalbum Ronan, dessen zweite Singleauskopplung es ist. Im August 2011 erschien er als Teil des Soundtracks zur US-amerikanisch-britischen Tragikomödie Zwei an einem Tag.

## Rezeption
Life Is a Rollercoaster wurde von den MTV Europe Music Awards 2000 nominiert, unterlag aber in der Kategorie „Best Male“ Eminem und Ricky Martin.

## Kommerzieller Erfolg

### Chartplatzierungen
| ChartsChartplatzierungen     | Höchstplatzierung | Wochen |
| ---------------------------- | ----------------- | ------ |
| Deutschland (GfK)            | 10 (15 Wo.)       | 15     |
| Irland (IRMA)                | 1 (11 Wo.)        | 11     |
| Österreich (Ö3)              | 13 (10 Wo.)       | 10     |
| Schweiz (IFPI)               | 11 (20 Wo.)       | 20     |
| Vereinigtes Königreich (OCC) | 1 (22 Wo.)        | 22     |

| ChartsJahrescharts (2000)    | Platzierung |
| ---------------------------- | ----------- |
| Deutschland (GfK)            | 59          |
| Irland (IRMA)                | 24          |
| Schweiz (IFPI)               | 72          |
| Vereinigtes Königreich (OCC) | 22          |

### Auszeichnungen für Musikverkäufe
| Land/Region                  | Auszeichnungen für Musikverkäufe (Land/Region, Auszeichnung, Verkäufe) | Verkäufe |
| ---------------------------- | ---------------------------------------------------------------------- | -------- |
| Australien (ARIA)            | Gold                                                                   | 35.000   |
| Dänemark (IFPI)              | Gold                                                                   | 45.000   |
| Norwegen (IFPI)              | Gold                                                                   | 10.000   |
| Schweden (IFPI)              | Gold                                                                   | 15.000   |
| Vereinigtes Königreich (BPI) | Platin                                                                 | 600.000  |
| Insgesamt                    | 4× Gold · 1× Platin ·                                                  | 705.000  |

## Coverversionen (Auswahl)
- 2001: Howard Carpendale – Ruf mich an (Album: Alles ok)[1]
- 2003: Fame Academy feat. Gerrit Winter[15]
- 2020: Howard Carpendale & Royal Philharmonic Orchestra feat. Giovanni Zarrella – Ruf mich an (Album: Symphonie meines Lebens 2)[1]
- 2021: Mitch Keller – Das mit Dir (Album: Meine Zeit)[1]